# Глифада
Глифада (на гръцки: Γλυφάδα) е град в Гърция, предградие на столицата Атина. Населението му е 80 409 жители (2001 г.), което го прави 11-и по население в страната. Площта му е 25,366 кв. км. Пощенският му код е 166 xx, а телефонния 210. МПС кодът му е Z. Кмет е Костак Кокорис (от 2011 г.). Надморската му височина е 0 – 5 м (мин-макс). До началото на 90-те години е имало разположена американска база наблизо в района. Поради това Глифада е един от най-американизираните градове в Гърция. Два пътя и трамвайна линия свързват Глифада с Атина.